# Am See (Gemeinde Flachau)
Am See ist ein Ort im Ennspongau im Land Salzburg, und gehört zur Gemeinde Flachau im Bezirk St. Johann (Pongau). Die Siedlung liegt am Reitecksee, dem Flachauer Badesee.

## Geographie und Geschichte
Der Ort befindet sich etwa 13 Kilometer östlich von St. Johann, 6½ km westlich von Radstadt. Er liegt unweit Altenmarkt am Eingang des Flachauer Tals,  auf etwa 900 m ü. A. Höhe am Fuß des Blümeck (1695 m ü. A.), einem Nebengipfel des Hochgründeck-Stocks.
Der Siedlung umfasst etwa 40 Adressen. Sie gehört teils zur Ortschaft und Katastralgemeinde Reitdorf, teils zu  Höch.
Die Siedlung entstand erst in Folge der Anlage des künstlichen Badesses.
Nachbarorte
| Aigenberg    |                                             | Ransburg |
|              | Kompassrose, die auf Nachbargemeinden zeigt |          |
| Schloss Höch |                                             | Reitdorf |

## Nachweise
- 50408 – Flachau (Salzburg). Gemeindedaten der Statistik Austria

1. ↑   im OVZ auch bei den jew. Ortschaften, wird aber bei SAGIS komplett zum Ortschaftsgebiet Höch gerechnet